# Cetina (Saragossa)
Cetina ist ein Ort und eine Gemeinde (municipio) mit 552 Einwohnern (Stand: 2024) im äußersten Westen der Provinz Saragossa in der Autonomen Region Aragonien im Nordosten Spaniens. Der Ort ist eine Station am Camino del Cid; er gehört zur bevölkerungsarmen Region der Serranía Celtibérica.

## Lage und Klima
Der Ort Cetina liegt auf dem Südufer des Río Jalón gut 116 Kilometer (Fahrtstrecke) südwestlich der Provinzhauptstadt Saragossa in einer Höhe von ca. 675 m. Die sehenswerte Stadt Calatayud ist nur ca. 33 km in nordöstlicher Richtung entfernt. Das Klima ist im Winter rau, im Sommer dagegen gemäßigt bis warm; der eher spärliche Regen (ca. 410 mm/Jahr) fällt übers Jahr verteilt.

## Bevölkerungsentwicklung
| Jahr      | 1857  | 1900  | 1950  | 2000 | 2017 |
| Einwohner | 1.171 | 1.318 | 2.312 | 730  | 606  |

Als Folge zunehmender Trockenheit, der Mechanisierung der Landwirtschaft, der Aufgabe von zahlreichen bäuerlichen Kleinbetrieben und des daraus resultierenden geringeren Arbeitskräftebedarfs auf dem Land ist die Zahl der Einwohner in der zweiten Hälfte des 20. Jahrhunderts infolge der „Landflucht“ deutlich gesunken.

## Wirtschaft
Die Einwohner des Ortes waren jahrhundertelang im Wesentlichen Selbstversorger; Lebensmittelgeschäfte oder Märkte gab es nicht oder nur selten. Die wenigen Händler, Handwerker und Dienstleister wurden von Straßenhändlern mit dem Lebensnotwendigen versorgt.

## Geschichte
Auf dem Gemeindegebiet von Cetina wurden sowohl prähistorische und keltische Kleinfunde wie auch römische Münzen etc. entdeckt. Im 8. Jahrhundert wurde die Gegend von arabisch-maurischen Heeren überrannt. Erst zu Beginn des 12. Jahrhunderts wurden die Besatzer nach Süden abgedrängt (reconquista); Mitte des Jahrhunderts erhielt die Stadt königliche Privilegien (fueros), wodurch die Neu- oder Wiederansiedlung (repoblación) gefördert wurde. In der Folgezeit war die Region jedoch zwischen den Königreichen Aragón und Kastilien umkämpft (Guerra de los Dos Pedros) und konnte erst im Jahr 1454 endgültig Aragón angeschlossen werden.

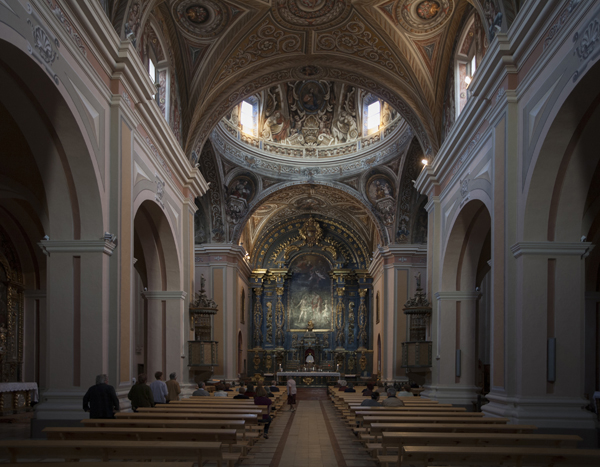
Iglesia de San Juan Bautista

## Sehenswürdigkeiten
- Der Castillo palacio wurde Ende des 13. Jahrhunderts von Peter III. von Aragón (reg. 1276–1285) erbaut. Anfang des 15. Jahrhunderts verkaufte ihn König Martin I. (reg. 1396–1410) an Mosén González de Liñán, den neuen Grundherrn (señor) des Ortes, der ihn zu einer ca. 60 m langen repräsentativen Residenz umbauen ließ. Im Jahr 1634 fand in der Palastkapelle die Hochzeit von Francisco de Quevedo und Doña Esperanza de Mendoza statt.[5]
- Die in den Jahren 1697 bis 1708 erbaute einschiffige Kirche San Juan Bautista ist zur Gänze aus Ziegelsteinen gemauert; sie verfügt über Seitenkapellen, ein Querschiff und eine kuppelgewölbte Vierung. Das Stichkappengewölbe und die Kuppel sind ausgemalt; der im churriguersken Stil geschnitzte Hochaltar zeigt ein Gemälde mit der Taufe Jesu durch Johannes den Täufer.[6][7]

## Persönlichkeiten
- Francisco de Quevedo (1580–1645), Schriftsteller, lebte vor und nach seiner Eheschließung mit Doña Esperanza de Mendoza lange Zeit in Cetina.